# Dulcizio (consularis)
Dulcizio (in latino: Dulcitius; fl. 357) è stato un politico romano.
Il 29 aprile 357 ricopriva la carica di consularis Aemiliae; quel giorno fu promulgata una legge a lui indirizzata, e firmata dall'imperatore Costanzo II, in cui l'Augusto dispone che se un proprietario latifondiario vende una terreno, deve lasciare vincolato ad esso i coloni.